# KF Përmeti
KF Përmeti – albański klub piłkarski, mający siedzibę w mieście Përmet, na południu kraju. Obecnie występuje w Kategoria e Dytë. 

## Historia
Chronologia nazw:
- 1930: KS Leka i Madh Përmet
- 1945: KS 24 Maji Përmeti
- 1949: KS Përmeti
- 1951: KS Puna Përmeti
- 1958: KS 24 Maji Përmeti
- 1992: KF Përmeti

Klub sportowy Leka i Madh Përmet został założony w miejscowości Përmet w 1930 roku w wyniku połączenia stowarzyszeń sportowych Vjosa (rok założenia 1924) i Nemërçka (1926). Leka i Madh oznacza Aleksander Wielki. W 1932 roku zespół startował w rozgrywkach Kategoria e Dytë. W 1933 ponownie grał w grupie C drugiej ligi. W 1934 nie rywalizował w zawodach, a ponieważ w następnym 1935 roku nie było żadnych rozgrywek, to dopiero w 1936 roku wrócił do drugiej ligi. Najpierw zwyciężył w grupie C, a potem w turnieju finałowym zdobył wicemistrzostwo ligi. Następnie rozgrywek drugoligowych nie było aż do zakończenia II wojny światowej. Po wznowieniu rozgrywek w 1945 roku klub został przemianowany na 24 Maji Përmeti, a w 1949 na KS Përmeti. W 1949 ponownie startował w drugiej lidze, ale nie awansował do rundy finałowej z grupy 8. W 1950 zespół nie zakwalifikował się do rundy trzeciej w Kategoria e Dytë. W 1951 zmienił nazwę na Puna Qyteti Stalin (puna oznacza praca) i grał w grupie 7 drugiej ligi. W 1952 nie organizowano rozgrywek w drugiej lidze, a w 1953 klub zrezygnował z rozgrywek, dopiero w 1954 ponownie zagrał w drugiej lidze. Następnie występował w rozgrywkach lokalnych. W 1958 powrócono do nazwy 24 Maji Përmeti. Dopiero w sezonie 1968 zespół ponownie startował w Kategoria e Dytë, w której grał do 1981 roku, z wyjątkiem sezonu 1973/74. W sezonie 1980/81 zajął drugie miejsce w drugiej lidze i zdobył historyczny awans do Kategoria e Parë. W debiutowym sezonie 1981/82 zajął ostatnie 14.miejsce i został zdegradowany z powrotem do drugiej ligi. W sezonie 1982/83 znów uplasował się na 14.pozycji i spadł do Kategoria e Tretë. W następnym sezonie 1983/84 po wygraniu grupy B trzeciej ligi, w turnieju finałowym zdobył wicemistrzostwo i wrócił do drugiej ligi, w której występował do roku 1998. W 1992 klub przyjął nazwę KF Përmeti. W 1998 klub spadł do trzeciej ligi, ale po dwóch latach wrócił do drugiej ligi. W 2003 klub ponownie spadł do Kategoria e Dytë, w której występuje do dziś.

## Barwy klubowe, strój
| Niebieski | Biały |

Klub ma barwy niebiesko-białe. Zawodnicy domowe spotkania zazwyczaj grają w białych koszulkach, czarnych spodenkach oraz białych getrach.

## Sukcesy

### Trofea międzynarodowe
Nie uczestniczył w rozgrywkach europejskich (stan na 31-05-2019).

### Trofea krajowe
| \| \| Zdobyte trofea w rozgrywkach Albanii (stan na: 31-05-2019) \| |                                                            |      |                                                         |
| Rozgrywki                                                           | Osiągnięcie                                                | Razy | Sezon(y)                                                |
| Mistrzostwo                                                         | I miejsce                                                  | 0    |                                                         |
| Mistrzostwo                                                         | II miejsce                                                 | 0    |                                                         |
| Mistrzostwo                                                         | III miejsce                                                | 0    |                                                         |
| Mistrzostwo                                                         | 14.miejsce                                                 | 1    | 1981/82                                                 |
| Puchar                                                              | zdobywca                                                   | 0    |                                                         |
| Puchar                                                              | finalista                                                  | 0    |                                                         |
| Puchar                                                              | ćwierćfinalista                                            | 1    | 1989/90                                                 |
| II liga                                                             | I miejsce                                                  | 0    |                                                         |
| II liga                                                             | II miejsce                                                 | 3    | 1975/76 (gr.B), 1980/81, 1991/92 (gr.C-płn)             |
| II liga                                                             | III miejsce                                                | 4    | 1974/75 (gr.B), 1977/78, 1979/80 (gr.A), 1988/89 (gr.B) |
| Albania                                                             | Zdobyte trofea w rozgrywkach Albanii (stan na: 31-05-2019) |      |                                                         |

- Kategoria e Dytë (D3):
  - wicemistrz (2x): 1983/84, 2010/11 (gr.B)
  - 3.miejsce (1x): 2005/06 (gr.2)

## Poszczególne sezony

### Rozgrywki międzynarodowe

#### Europejskie puchary
Nie uczestniczył w rozgrywkach europejskich.

### Rozgrywki krajowe
| \| Albania \| Bilans występów klubu w rozgrywkach piłkarskich Albanii (Stan na 31 maja 2019 r.) \| \| |                                                                                   |        |       |   |   |   |    |    |     |                                                                                       |        |        |      |
| Poziom                                                                                                | Rozgrywki                                                                         | Sezony | Mecze | Z | R | P | B+ | B– | Pkt | Lata                                                                                  | Awanse | Spadki | Naj. |
| I | Kategoria e Parë/Kategoria Superiore                                              | 1      |       |   |   |   |    |    |     | 1981/82                                                                               | 0      | 1      | 14   |
| II | Kategoria e Dytë/Kategoria e Parë                                                 | 37     |       |   |   |   |    |    |     | 1932–1933, 1936, 1949–1951, 1954, 1968–1973, 1974–1981, 1982/83, 1984–1998, 2000–2003 | 1      | 3      | 2    |
| III                                                                                                   | Kategoria e Tretë/Kategoria e Dytë                                                | 19     |       |   |   |   |    |    |     | 1983/84, 1998–2000, od 2003                                                           | 2      | 0      | 2    |
| | Puchar Albanii                                                                    | ?      |       |   |   |   |    |    |     | od 1948                                                                               | 0      | 0      | 1/4  |
| Albania                                                                                               | Bilans występów klubu w rozgrywkach piłkarskich Albanii (Stan na 31 maja 2019 r.) |        |       |   |   |   |    |    |     |                                                                                       |        |        |      |

## Struktura klubu

### Stadion
Klub piłkarski rozgrywa swoje mecze domowe na stadionie Durim Qypi w Përmet, który może pomieścić 4000 widzów.

### Inne sekcje
Klub prowadzi drużyny dla dzieci i młodzieży w każdym wieku.

## Kibice i rywalizacja z innymi klubami

### Rywalizacja
Największymi rywalami klubu są inne zespoły z okolic.

### Derby
- KF Këlcyra